# Sovietizzazione dei Paesi baltici
La sovietizzazione dei Paesi baltici fu il processo di sovietizzazione di tutte le sfere sociali in Estonia, Lettonia e Lituania quando erano sotto il controllo dell'Unione Sovietica. Una prima occupazione avvenne dal giugno 1940 al luglio 1941 e terminò quando cominciò quella tedesca. Una seconda rioccupazione sovietica avvenne nel 1944, quando le forze sovietiche scacciarono i nazisti e vi rimasero fino al 1991, anno in cui fu dichiarata l'indipendenza.

## Eventi immediatamente successivi all'occupazione del 1940

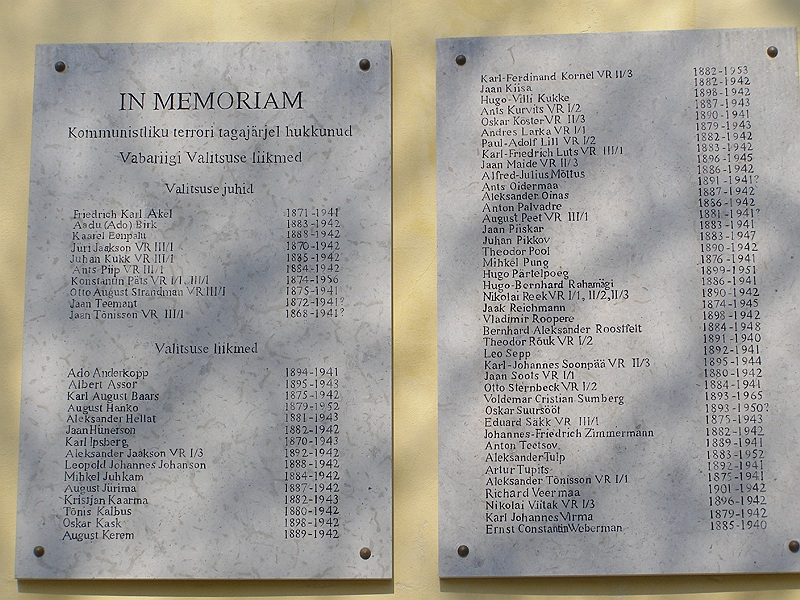
Targa commemorativa, posta sull'edificio del Governo dell'Estonia, (Casa Stenbock) a Toompea con l'elenco delle vittime e dei membri del governo estone fucilati durante l'occupazione sovietica

Dopo l'invasione sovietica di Estonia, Lettonia, Lituania nel 1940, seguirono repressioni e le deportazioni di massa. Le cosiddette istruzioni di Serov, (titolo completo: [disposizioni riguardo] alla procedura di esecuzione delle deportazioni di elementi antisovietici da Lituania, Lettonia ed Estonia), contenevano informazioni dettagliate per le procedure e i protocolli da osservare per trasferire coattivamente i cittadini baltici incriminati.
I partiti comunisti locali, la cui partecipazione alla vita politica era stata impedita, acquisirono un ruolo di prima fascia: il PC della Lituania raggiunse i 1500 membri, mentre quello in Lettonia arrivò a 500 e in Estonia a 133.

### Governi di transizione
I sovietici avviarono un processo di metamorfosi costituzionale dei Paesi baltici formando dapprima "governi del Popolo" di transizione Guidati dagli stretti collaboratori di Stalin, i sostenitori locali dei partiti comunisti nazionali e quelli arrivati dalla Russia costrinsero i presidenti e i governi di tutti e tre i Paesi a dimettersi, sostituendoli con quelli provvisori.
I sovietici non installarono immediatamente i capipartito locali, in quanto praticamente sconosciuti all'opinione pubblica poiché, lo si ripete, ai partiti comunisti era impedito di partecipare alle elezioni. Preferirono piuttosto formare una più ampia coalizione di sinistra e, in contemporanea, gli emissari sovietici disegnavano gli esecutivi artificialmente. I nuovi gabinetti negarono inizialmente qualsiasi intenzione di istituire regimi sovietici, affermando di rigettare ancor di più lo scenario di un'incorporazione nell'Unione Sovietica: la presa di potere era stata invece a loro dire utile per rimuovere dall'incarico politici "fascisti".
Alla fine di giugno e all'inizio di luglio, i governi annunciarono che i partiti comunisti erano diventati gli unici partiti politici legali. Tutte le attività pubbliche controllate da non comunisti furono vietate, mentre le formazioni politiche, ideologiche e religiose che avrebbero potuto essere assimilate al partito vennero sciolte (merita di essere citato il caso dei Boy Scout). Le forze di polizia vennero rimpiazzate da corpi appositamente reclutati. I neonati "eserciti del popolo" furono rapidamente sovietizzati in vista dell'imminente assorbimento all'Armata Rossa.

### Elezioni del 14-15 luglio
Il 14 e 15 luglio 1940 si tennero elezioni parlamentari i cui risultati vennero truccati per nominare i "Parlamenti del popolo", istituzioni che sarebbero state guidate dai comunisti locali fedeli all'Unione Sovietica. Per via delle restrizioni elettorali imposte qualche giorno prima per mezzo di provvedimenti legislativi simili nei tre Paesi baltici, solo i comunisti e i loro alleati politici furono autorizzati a concorrere. A risultare vincitori delle elezioni, con ampio sostegno, furono i comunisti grandi: la stampa sovietica rilasciò i risultati molto presto, forse troppo: infatti, il risultato venne già comunicato altrove in Europa ed apparve su un giornale di Londra ben 24 ore prima della chiusura delle votazioni.
Le nuove assemblee si riunirono per la prima volta alla fine di luglio, tutte con un solo punto all'ordine del giorno: presentare una proposta di adesione all'Unione Sovietica, nonostante la smentita che questo sarebbe accaduto qualche settimana prima. Le petizioni furono accettate. A tempo debito, l'Unione Sovietica "accettò" tutte e tre le richieste e annesse formalmente i tre Paesi. L'Unione Sovietica, e in seguito la Russia, richiamarono la votazione per sostenere la propria versione dei fatti: stando a quanto hanno riportato, i popoli baltici avevano volontariamente richiesto di aderire all'Unione Sovietica dopo aver dato il via a rivoluzioni socialiste nei loro Paesi.
Si procedette ad istituire tribunali pubblici per punire i "nemici del popolo", ovvero coloro che non avevano rispettato il "dovere politico" di votare a sostegno dei comunisti.

## Deportazioni di massa 1940–1941

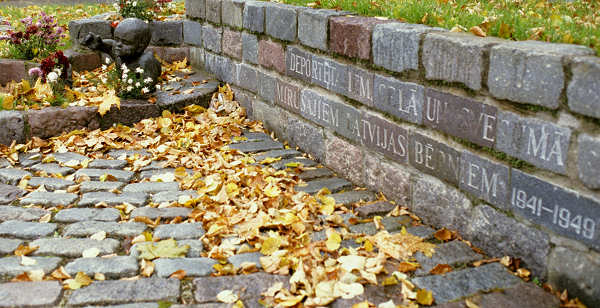
Memoriale dedicato ai bambini lettoni deportati e morti in esilio dal 1941 al 1949

Immediatamente dopo le elezioni, le unità dell'NKVD seguendo le direttive di Ivan Serov arrestarono più di 15.000 "elementi ostili" e membri delle loro famiglie. Arresti e deportazioni iniziarono in maniera lenta, in parte a causa dei problemi linguistici, poiché non abbastanza funzionari sovietici erano in grado di leggere i documenti in lingua locale. Tra il 14 e il 18 giugno 1941, meno di una settimana prima dell'invasione nazista, circa 17.000 lituani furono deportati in Siberia, dove molti morirono a causa delle assolutamente precarie condizioni di vita. Tra le 30.000 e le 35.000 persone (1,8% della popolazione lettone) furono deportate durante la prima occupazione sovietica.
Le deportazioni di Stalin inclusero anche migliaia di ebrei lettoni. Dall'Estonia furono deportati 10.000 cittadini (l'1% della popolazione totale): i trasferimenti raggiunsero quota 131.500 se si considerano tutti e tre i Paesi (nel dato sono inclusi gli arresti e le esecuzioni). Nel numero erano compresi otto ex capi di stato e 38 ministri dall'Estonia, tre ex capi di stato e 15 ministri dalla Lettonia, e l'allora presidente, cinque primi ministri e altri 24 ministri della Lituania. Un'operazione su larga scala fu pianificata per la notte tra il 27 e il 28 giugno 1941. Fu rimandata a dopo la guerra, poiché i tedeschi invasero l'URSS il 22 giugno 1941 nell'Operazione Barbarossa. Un funzionario del governo lituano affermò di aver preso visione di un documento che prevedeva l'allontanamento di 700.000 persone dalla Lituania.
Secondo lo storico Robert Conquest, le deportazioni dagli Stati baltici rappresentavano la politica di "decapitazione" delle nazioni, un piano volto a cancellare la loro "identità politica e sociale": evidentemente, seguendo questo disegno avvenne il "massacro di Katyn".

## Governi sovietici del 1940-1941

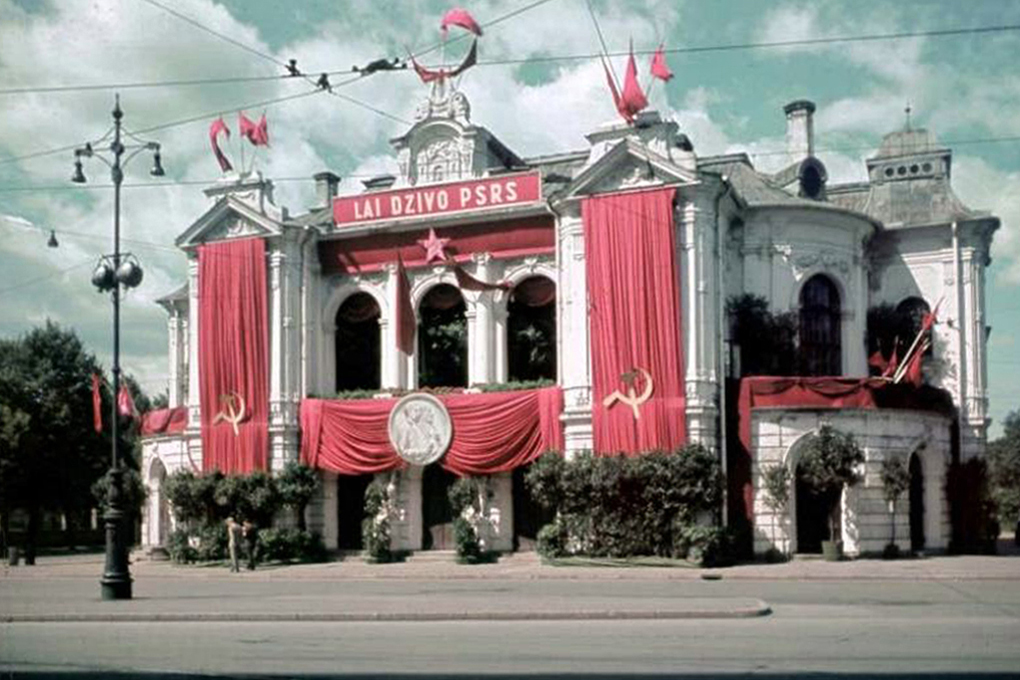
Teatro Nazionale Lettone nel 1940 che ospitava il Parlamento del popolo decorato con simboli sovietici (falce e martello, stella rossa, bandiere rosse e un doppio ritratto di Lenin e Stalin). Il testo in alto dice "Lunga vita all'URSS!"

I nuovi governi sovietici installati nei Paesi baltici iniziarono ad allineare le loro politiche a quelle già messe in atto da Mosca. Secondo la versione ricorrente della propaganda sovietica, le vecchie società "borghesi" furono distrutte per far posto a nuove società socialiste, le quali sarebbero state realizzate da cittadini sovietici affidabili. I parlamenti ricostituiti proclamarono subito la nazionalizzazione delle grandi industrie, dei trasporti, delle banche e del commercio in generale. Sebbene la terra fosse stata a quel punto considerata proprietà del popolo, si decise di espropriare solo quelle aziende che comprendevano 30 o più ettari. Circa 100.000 cittadini tedeschi del Baltico furono autorizzati a vendere le loro proprietà e lasciare la regione: per chi avesse gradito, vi sarebbe stata la possibilità di insediarsi in Polonia con in mano il denaro dovuto per via dell'espropriazione.
Preservando solo fattorie di piccola dimensioni, il comando sovietico intendeva indebolire il funzionamento del meccanismo della proprietà privata in prospettiva di una più completa futura collettivizzazione, di modo che questa sarebbe stata accettata maggiormente. Tale proposito venne già seguito in URSS un decennio prima, ma erano stati ottenuti risultati del tutto insoddisfacenti. L'Armata Rossa assorbì rapidamente le forze militari degli Stati baltici. Le forze di sicurezza sovietiche come l'NKVD, imposero una severa censura e un rigido controllo sulla stampa. In ciascuna delle nuove repubbliche, le chiese e le proprietà ecclesiastiche furono nazionalizzate, l'educazione religiosa e le pubblicazioni religiose furono proibite, seminari e monasteri furono sequestrati (spesso finivano in gestione all'Armata Rossa) e molti sacerdoti furono arrestati.

## Reazioni dei Paesi occidentali
Tra luglio e agosto 1940, delegati estoni, lettoni e lituani negli Stati Uniti e nel Regno Unito effettuarono proteste formali contro l'occupazione sovietica e l'annessione dei loro Paesi. Gli Stati Uniti, in conformità con i principi della dottrina Stimson (dichiarazione di Sumner Welles del 23 luglio 1940), così come la maggior parte degli altri Paesi occidentali non hanno mai riconosciuto formalmente l'annessione, ma non interferirono direttamente con il controllo sovietico. Per i Paesi anglosassoni e alcuni Stati europei, gli Stati baltici continuarono ad esistere de iure ai sensi del diritto internazionale.
Le sedi diplomatiche e consolari degli Stati baltici hanno operato senza interruzioni dal 1940 e il 1991 in alcuni Paesi occidentali (Stati Uniti, Australia, Svizzera).

## Rioccupazione del 1944
L'Unione Sovietica rioccupò la Lettonia come parte dell'offensiva baltica, un'operazione di duplice importanza sia dal punto di vista politico che militare per sconfiggere le forze tedesche e per "liberare i popoli baltici sovietici". Tale messaggio propagandistico partì dall'estate-autunno 1944 e perdurò fino alla capitolazione della Germania e delle forze lettoni nella sacca di Curlandia, avvenuta in concomitanza dell'armistizio di maggio del 1945. Le popolazioni locali combatterono per varie fazioni negli ultimi anni della seconda guerra mondiale, dividendosi tra chi supportava i nazisti, chi i sovietici e chi invece si batteva contro entrambi allo scopo di riguadagnare l'indipendenza del proprio Paese continuarono a combattere negli ultimi anni della seconda guerra mondiale sia contro i nazisti. I cosiddetti fratelli della foresta continuarono ad agire anche quando i sovietici riconquistarono la regione e si opposero con operazioni di sabotaggio e di disturbo agli occupanti, godendo del sostegno dei servizi segreti britannici (MI6), americani e svedesi.
Il 12 gennaio 1949, nel tentativo di porre fine all'insurrezione, il Consiglio dei ministri sovietico emise un decreto "sull'espulsione e la deportazione" dagli Stati baltici di "tutti i kulaki e delle loro famiglie, oltre a quelle dei banditi e dei nazionalisti". Si stima che oltre 200.000 persone siano state allontanate dalla propria nazione tra il 1940 e il 1953. Almeno 75.000 di essi finirono nei gulag. Il 10% dell'intera popolazione baltica in età adulta venne deportata o inviata nei campi di lavoro, comportando la cessazione dei movimenti dei ribelli.
Al fine di integrare maggiormente i Paesi baltici nell'Unione Sovietica, furono intraprese politiche d'incoraggiamento per i russi che avessero voluto trasferirsi in quella regione geografica.

### Vita culturale
Il processo di sovietizzazione passò inevitabilmente anche dalla vita culturale: fu promossa assiduamente l'arte popolare. Ogni esibizione, libro, film, manifestazione sportiva, museo e tipo di istruzione era finalizzata a valorizzare soprattutto figure care ai socialisti. Dal 1950, furono avviati festival musicali che cercarono di promuovere musica folkloristica e canzoni non contrastanti con i principi del comunismo. Le intenzioni erano quelle di fornire un'immagine positiva delle condizioni di lavoro nelle fattorie collettive, il trasmettere valori di giustizia, incentivo ad operare nell'industria, lealtà, integrità. Gli artisti più meritevoli venivano premiati col titolo di Artista del popolo. Negli anni Cinquanta, furono demoliti circa 500 monumenti tra statue, opere architettoniche e figure artistiche a favore di opere legate all'ideologia culturale e artistica del regime. Dopo la destalinizzazione, proliferarono nuovi scrittori in virtù di una libertà d'espressione maggiore (la censura tuttavia continuò ad operare, come accadde nel caso della Lietuviškoji tarybinė enciklopedija, l'enciclopedia lituana redatta nel periodo sovietico). Dalla fine degli anni '50, incominciò a far capolino una più costante produzione teatrale.

## Indipendenza del 1991
Nel luglio 1989, in seguito agli eventi verificatisi nella Germania Est (caduta del muro di Berlino), i Soviet supremi dei Paesi baltici stilarono una "Dichiarazione di sovranità" e ha modificato le Costituzioni per far valere la supremazia delle proprie leggi su quelle dell'URSS. I candidati del partito indipendentista del fronte popolare ottennero la maggioranza nei Consigli Supremi nelle elezioni democratiche del 1990. I Consigli dichiararono la loro intenzione di ripristinare la piena indipendenza. Nel 1991 i Paesi baltici rivendicarono di fatto l'indipendenza.
Le forze politiche e militari sovietiche tentarono senza successo di rovesciare i governi. Seguì il riconoscimento internazionale, compreso quello dell'URSS. Gli Stati Uniti, che non avevano mai riconosciuto la legittimità dell'annessione forzata dei Paesi baltici da parte dell'URSS, ripresero le relazioni diplomatiche con le repubbliche.